# Jacek Lanckoroński
Jacek (Hiacynt) Lanckoroński herbu Zadora (zm. w 1671 roku) – kasztelan przemyski w latach 1655-1668, starosta stopnicki w 1650 roku.
Poseł sejmiku opatowskiego na sejm 1653 roku.
Miał syna Zbigniewa.